# Helina baslis
Helina baslis är en tvåvingeart som beskrevs av Malloch 1934. Helina baslis ingår i släktet Helina och familjen husflugor. Inga underarter finns listade i Catalogue of Life.